# 道の駅フォーレスト276大滝
道の駅フォーレスト276大滝（みちのえき フォーレスト276おおたき）は、かつて北海道伊達市大滝区三階滝町の国道276号に所在していた道の駅である。

## 概要
「世界最大級のログハウス」を謳い1986年に開業し、1996年に道の駅に登録となった。
道内リゾート会社最大手の加森観光と有珠郡大滝村（現・伊達市）が設立した第三セクター、大滝観光公社が施設を所有し運営は2010年2月まで加森観光が行った。
その後2010年4月から花畑牧場による運営となったものの同年10月で運営を途中で打ち切り、同年設立されたナチュラルフロンティアが運営を引き継いだ。
しかし、改修工事を理由に2017年10月2日から施設は休館となり、その後運営を行っていたナチュラルフロンティアが同年10月15日に破産手続き申請を行った。当初、施設は同年12月10日の再オープンを計画していたが、休業期間は翌2018年3月31日まで延長された。 
その後「現施設の老朽化により建て替えの検討をする」ためとして、2021年3月31日まで休業期間が再度延長され、市では、建物を解体し新施設を整備しての再開を目指していたが、加森観光との調整が難航し、休業期間が終了したのちも営業再開の見込みが立つことはなく、「準備には相当の期間を要する」として、再開時期は未定となっていた。 
これにより「『道の駅』登録・案内要綱」に定められた「利用者の多様なサービスを提供する施設であること」の要件を遵守できなくなったとして、伊達市から国土交通省へ登録抹消の届出が行われ、2022年1月31日付で登録抹消となった。北海道内の道の駅が登録抹消となるのは同日に抹消となった道の駅足寄湖（足寄町）と共に初めての事例となった。 
なお、登録抹消時点で施設の解体の目途は立っていない。

## 施設
- 駐車場
  - 普通車：96台
  - 大型車：20台
  - 身障者用：4台

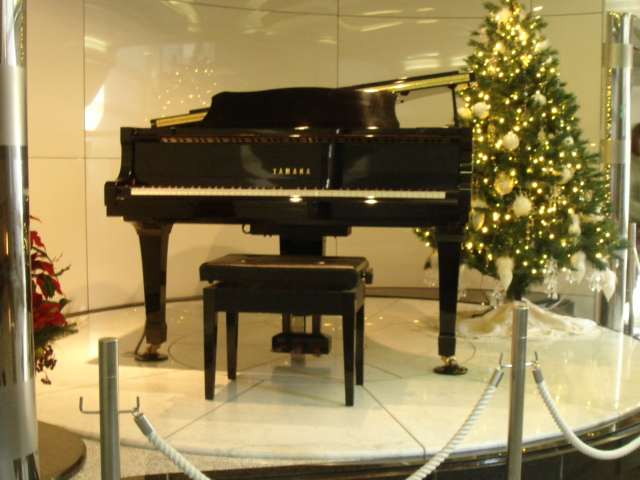
地下1階のトイレ入り口に自動演奏ピアノが設置されており、トイレ内にピアノの演奏が響き渡る。

- トイレ - 自動演奏ピアノの音楽が流れる豪華なトイレ（地下1階）。通称“1億円のトイレ”。
  - 男：大 8器（1器）、小 18器（2器）
  - 女：8器（2器）
  - 身障者用 (1F)：2器（0器）

※（）内は24時間使用可能
- 公衆電話：3台
- 公衆FAX：1台
- フォーレスト276
  - 観光レストハウス
  - ファーストフードコーナー
  - 売店
- 大滝森林せせらぎ館（2009年から休業[1]）
  - ファーマーズマーケット
  - ファーストフードコーナー
  - 喫茶コーナー

## アクセス
- 国道276号 - 登録路線
- 国道453号（国道276号と重複）

## 周辺
- 北湯沢温泉
- 三階滝
- きのこ王国本店
  - 2005年まで道の駅の付属施設であったがその後に独立。実質的に当道の駅の代替施設となっている[1]。